# Estorf
Estorf er en kommune med godt 1.650 indbyggere (2012) beliggende syd for Nienburg mod syd i den centrale del af Landkreis Nienburg/Weser i den tyske delstat Niedersachsen.

## Geografi
Estorf er en del af samtgemeinde Mittelweser beliggende hovedsgeligt øst for floden Weser.
I kommunen Estorf ligger landsbyerne:
- Estorf
- Leeseringen
- Nienburger Bruch.